# Raneb
Raneb hay Nebra là tên Horus của vị vua thứ hai thuộc Vương triều thứ hai của Ai Cập. Năm cai trị của ông không được biết chính xác: Danh sách Vua Turin không cho biết năm trị vì của ông bởi vì nó đã bị hủy hoại; Manetho cho rằng ông cai trị 39 năm. Các nhà Ai Cập học hiện đại xác định ông chỉ cai trị khoảng 14 năm: Theo các tác giả khác nhau, Nebra cai trị Ai Cập vào giai đoạn khoảng năm 2850 TCN, từ năm 2820 trước Công nguyên đến năm 2790 trước Công nguyên (Donald B. Redford), 2800 TCN đến 2785 TCN (Jürgen von Beckerath) hoặc 2765 TCN đến 2750 TCN (J. Malek).

## Đồng nhất

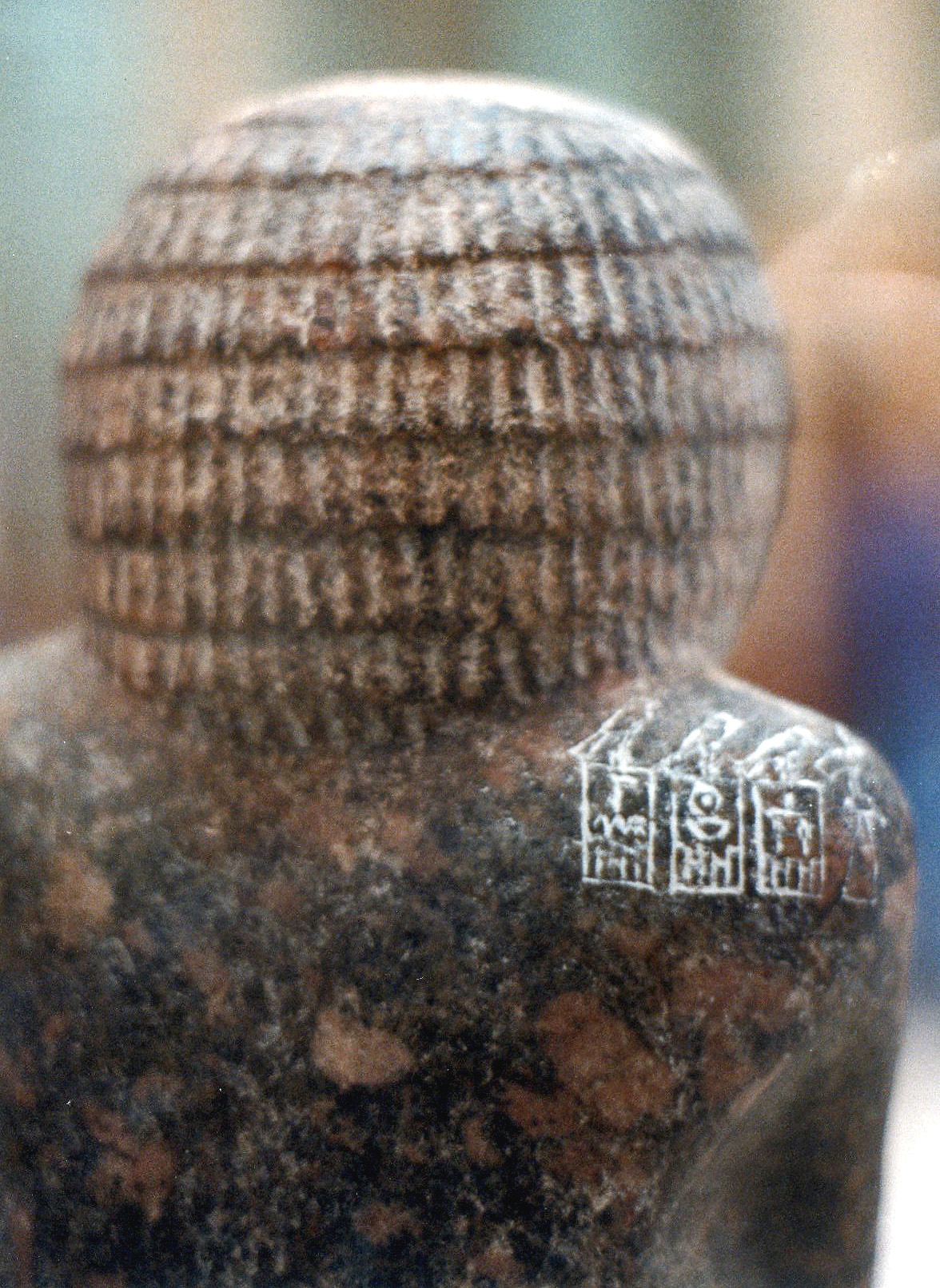
Bức tượng của Hotepdief, vị tư tế phụ trách việc thờ cúng ba vị vua đầu tiên của triều đại, Hotepsekhemwy, Nebra và Nynetjer. Tên serekh của Nebra nằm ở giữa trên vai của vị tư tế.